# Los Cerrillos
Los Cerrillos é uma comuna da província de Córdoba, na Argentina.